# Lógica não clássica
Lógicas não clássicas (e às vezes lógicas alternativas) são os sistemas formais que diferem de maneira significativa dos sistemas lógicos padrão, como a lógica proposicional e predicado. Existem várias maneiras em que isto é feito, inclusive por meio de extensões, desvios e variações. O objetivo dessas partidas é torná-lo possível construir diferentes modelos de consequência lógica e verdade lógica.
Lógica filosófica, especialmente em ciência da computação teórica, é entendida para abranger e se concentrar em lógicas não clássicas, embora o termo tem outros significados.

## Exemplos da lógica não clássica
- A lógica fuzzy rejeita a lei do terceiro excluído e permite que um valor de verdade seja qualquer número real entre 0 e 1.
- Lógica intuicionista rejeita a lei do terceiro excluído, a eliminação dupla negativa, e as leis de a De Morgan;
- Lógica linear rejeita idempotência de vinculação;
- Lógica modal estende a lógica clássica com operadores não verdade-funcionais ("modal").
- Lógica paraconsistente (por exemplo, dialeteísmo e lógica da relevância) rejeita a lei da não contradição;
- Lógica da relevância, a lógica linear e lógica não monotônica rejeitar monotonicidade de vinculação;
- Lógica computacional é uma teoria formal semanticamente construído de computabilidade, em oposição à lógica clássica, que é uma teoria formal de verdade, se integra e se estende lógica clássica, linear e lógica intuicionista.

## Classificação das lógicas não clássicas
Em Deviant Logic (1974) Susan Haack dividiu lógicas não clássicas em lógicas desviantes, quase desviante, e lógica estendida. A classificação proposta é não exclusiva, a lógica pode ser tanto um desvio e uma extensão da lógica clássica. Alguns outros autores adotaram a principal distinção entre o desvio e extensão em lógicas não clássicas. John P. Burgess utiliza uma classificação semelhante, mas chama as duas principais classes de anticlássicos e extra-clássico.
Numa extensão, constantes lógicas novas e diferentes são adicionadas, por exemplo, a "{\displaystyle \Box }" na lógica modal que significa, "necessariamente." Em extensões de uma lógica,
- o conjunto de fórmulas bem formadas gerados é um subconjunto apropriado do conjunto de fórmulas bem formadas gerados pela lógica clássica.
- o conjunto de teoremas é gerado um subconjunto apropriado do conjunto de teoremas gerados pela lógica clássica, mas apenas na medida em que novos teoremas são gerados pela lógica estendida, na verdade são somente um resultado de novas fórmulas bem formadas.

Em um desvio, as constantes lógicas usuais são usadas, mas é dado um significado diferente do que o habitual. Apenas um subconjunto dos teoremas da lógica clássica sustenta. Um exemplo típico é a lógica intuicionista, onde a lei do terceiro excluído não se sustenta.
Além disso, pode-se identificar variações (ou variantes), onde o conteúdo do sistema é o mesmo, enquanto que a notação pode alterar substancialmente. Por exemplo, muitas classificações da lógica de predicados é considerada apenas uma variação da lógica de predicados.
Esta classificação ignora equivalências no entanto semânticas. Por exemplo, Gödel mostrou que todos os teoremas da lógica intuicionista tem um teorema equivalente na  lógica modal clássica S4 . O resultado tem sido generalizado a lógicas superintuicionistas e ampliações de S4.
A teoria da lógica algébrica abstrata também forneceu meios para classificar lógicas, por ter sido obtido a maioria dos resultados para lógicas proposicionais. A atual hierarquia algébrica da lógica proposicional tem cinco níveis, definidos em termos de propriedades do seu operador de Leibniz.

## Outras leituras
- Graham Priest (2008). An introduction to non-classical logic: from if to is 2nd ed. [S.l.]: Cambridge University Press. ISBN 978-0-521-85433-7
- Dov M. Gabbay (1998). Elementary logics: a procedural perspective. [S.l.]: Prentice Hall Europe. ISBN 978-0-13-726365-3 Uma versão revisada foi publicada como D. M. Gabbay (2007). Logic for Artificial Intelligence and Information Technology. [S.l.]: College Publications. ISBN 978-1-904987-39-0
- John P. Burgess (2009). Philosophical logic. [S.l.]: Princeton University Press. ISBN 978-0-691-13789-6 Breve introdução às lógicas não clássicas, com uma cartilha sobre o clássico.
- Lou Goble, ed. (2001). The Blackwell guide to philosophical logic. [S.l.]: Wiley-Blackwell. ISBN 978-0-631-20693-4 Os capítulos 7-16 abrangem os principais lógicas não clássicas de amplo interesse hoje.
- Lloyd Humberstone (2011). The Connectives. [S.l.]: MIT Press. ISBN 978-0-262-01654-4